# Tacho González
César González Somoza, nacido en Villagarcía de Arosa (Provincia de Pontevedra, España) en 1961, es un actor español más conocido como Tacho González.

## Filmografía
| Películas  | Películas                       | Películas                  | Películas                                                                                               |
| Año        | Título                          | Personaje                  | Observaciones                                                                                           |
| ---------- | ------------------------------- | -------------------------- | --- |
| 1987       | Divinas palabras                |                            | |
| 1999       | Os Vixiantes do Camiño          | Voz                        | |
| 2002       | Sant'Antonio dice Padova        |                            | Telefilm                                                                                                |
| 2004       | Romasanta. La caza de la bestia | Oficial de policía         | Acreditado como Taso González                                                                           |
| 2005       | Lana canción de Fémerlin        | Cantero                    | Cortometraje                                                                                            |
| 2006       | La caja Kovak                   | Fred                       | |
| 2006       | El partido                      | Antón                      | Telefilm                                                                                                |
| 2010       | Birdboy                         | Voz                        | Corto de animación                                                                                      |
| 2011       | Arrugas                         | Voz                        | Film de animación                                                                                       |
| 2018       | Memorias de un hombre en pijama | Voz                        | Film de animación                                                                                       |
| Televisión |                                 |                            | |
| Año        | Título                          | Papel                      | Notas                                                                                                   |
| 2000       | Los vixilantes del camino       | Voz                        | |
| 2000-2001  | Queen of Swords                 | Don Gaspar Hidalgo         | 11 episodios                                                                                            |
| 2002       | Cazatesouros                    | Rey Carlos IV de España    | 1 episodio: "Faux Fox"                                                                                  |
| 2003       | Platos combinados               |                            | 2 episodios                                                                                             |
| 2004       | Rías Baixas                     | Pepe Pumares               | Candidato a mejor actor en los Premios Maestro Mateo 2004                                               |
| 2006       | Hospital Central                | Carmelo                    | 1 episodio: "Sí aquello no hubiera ocurrido"                                                            |
| 2008       | Los Atlánticos                  | Lisardo                    | 1 episodio: "Sorpresa"                                                                                  |
| 2008-2015  | Padre Casares                   | Sindo                      | |
| 2009       | Gondar                          |                            | 5 episodios                                                                                             |
| 2011       | Piratas                         | Navarro                    | Tres episodios: "El tesoro de Yáñez", "Mujeres de armas tomar" y "¡Ron, ron, ron, lana botella de ron!" |
| 2014       | Serramouras                     | Camilo Currás              | |
| 2015       | El Ministerio del Tiempo        | Anthony Peel               | |
| 2017       | Ella es tu Padre                | Sacerdote                  | |
| 2017       | El Final del Camino             | Obispo D. Pedro de Cardeña | |
| 2018       | Vivir sin Permiso               | Juez Sebastián Helguera    | |
| 2018       | La Catedral del Mar             | Rey Pedro IV de Aragón     | |
| 2020       | Néboa                           | Bieito Blanco              | |
| 2020       | Auga Seca                       | Saúl                       | |
| 2021       | Rapa                            | Abogado Valdivia           | |

## Galardones y nombramientos

### Premios Maestro Mateo
| Año  | Categoría              | Película      | Resultado |
| ---- | ---------------------- | ------------- | --------- |
| 2004 | Mejor actor            | Rías Baixas   | Nominado  |
| 2004 | Mejor comunicador      | Gran Verbena  | Nominado  |
| 2012 | Mejor actor secundario | Padre Casares | Nominado  |